# Wagn
Wagn, voorheen "West Anglia Great Northern", was een Engelse privé-spoorwegonderneming die treindiensten uitbaatte tussen Londen en Noordwest-Anglia (Cambridgeshire, West-Norfolk).
Deze spoorwegconcessie liep ten einde op 31 maart 2006. Vanaf toen hield wagn op te bestaan, en kwam de nieuwe Thameslink/Greater Northern-concessie terecht bij de Britse holding "First Group" die de nu dienst onder de naam "First Capital Connect" uitbaat.
Bij de diensten werd een onderscheid gemaakt tussen:
- Buiten Londen: treindiensten van Kings Cross naar Peterborough, Cambridge en Kings Lynn.
- Binnen Londen: treinen van King's Cross een Moorgate naar Welwyn Garden City, Hertford North en Letchworth.

Wagn exploiteerde expressdiensten tussen Londen King's Cross en Peterborough, King's Lynn en Cambridge. Ook baatte het bedrijf een aantal stopdiensten uit. In totaal werden 55 stations door de wagn-treinen aangedaan.  Het spoorwegbedrijf was eigendom van de National Express Group, die onder meer ook National Express East Anglia en Midland Mainline in handen heeft. 
Wagn was oorspronkelijk in handen van Prism Rail, maar deze organisatie werd overgenomen door National Express Group. Toen West Anglia Great Northern werd overgenomen door National Express Group, veranderde de naam naar "wagn", geschreven met kleine letters en verdween de voluit geschreven naam. Het logo was hetzelfde als dat van One.
Het spoorwegbedrijf vervoerde jaarlijks meer 11 miljoen reizigers. Op weekdagen gebruikten 50.000 pendelaars de wagn-treinen van en naar Londen King's Cross. Hiervoor gebruikte de onderneming 145 rijtuigen.